# Volley Modena
Volley Modena war ein italienischer Frauen-Volleyballverein in Modena, der 1959 gegründet wurde und 2005 aufgelöst wurde. Der Klub nahm an der höchsten italienischen Spielklasse, der Serie A1, sowie der Volleyball Champions League teil.

## Geschichte
1959 wurde der Verein Circolo Cabassi gegründet und ersetzte 1960 Audax Modena in der höchsten Spielklasse Italiens, der Serie A. In der Spielzeit 1964/65 erreichte der Club die Vizemeisterschaft und wurde nach diesem Erfolg in Coma Mobili Modena umbenannt. 1969 stieg er in die zweite Spielklasse, die Serie B, ab, kehrte aber ein Jahr in die Eliteliga zurück.
1973 löste sich eine andere Mannschaft aus Modena, Fini Modena, auf und der als Circolo Cabassi gegründete Verein nannte sich fortan mangels Konkurrenz in der Stadt Volley Modena. In der Mitte der 1980er Jahre wurde der Verein durch den Sponsor Civ&Civ unterstützt, während sportlich der größte Rivale Olimpia Teodora Ravenna war. Ravenna wurde zwischen 1980 und 1991 elf Mal hintereinander italienischer Meister.
In den 1990er Jahren verlor Volley Modena regelmäßig die Finalspiele gegen die Teams Foppapedretti Bergamo und Matera und bekam daher den Spitznamen der ewige Zweite. Aufgrund verschiedener Sponsoren trug der Verein ständig wechselnde Namen, unter anderem Omnitel Modena. In der Spielzeit 1999/2000 gelang unter der Führung der Chinesin Lang Ping der Gewinn der italienischen Meisterschaft, als das Team im Finale Medinex Reggio Calabria besiegte.
Aufgrund des Meistertitels qualifizierte sich Phone Limited Modena für die Volleyball Champions League, die sie 2001 gewinnen konnte. 2002 gelang der Gewinn des CEV-Pokals und des italienischen Pokalwettbewerbs, bevor ein sportlicher und finanzieller Niedergang einsetzte.
Am Ende der Saison 2004/05 stieg der Verein in die zweite Spielklasse ab. Da der Verein jedoch keine Lizenz für die Serie A2 beantragte, wurde dieser aufgelöst. Damit spielte das erste Mal seit 1952 kein Verein aus Modena in der ersten Volleyball-Liga.
Das Equipment wurde an den Besitzer von Sassuolo Volleyball verkauft.

## Vereinsnamen
- 1959–1969 Circolo Cabassi
- 1969–1982 Coma Modena, ab 1973 Volley Modena
- 1982–1989 Civ&Civ Modena
- 1989/90 Cemar Modena
- 1990/91 Occhi Verdi Modena
- 1991–1994 Isola Verde Modena
- 1994–1997 Anthesis Modena[1]
- 1997–1999 Omnitel Modena[2][3]
- 1999–2000 Phone Limited Modena[4]
- 2000–2002 Edison Volley Modena

## Bekannte ehemalige Spielerinnen
- Hanka Pachale
- Judith Siebert
- Atika Bouagaa
- Meika Wagner
- Ariane Radfan
- Milagros Cabral
- Francesca Piccinini
- Angelina Grün
- Keba Phillips